# سسنا سی‌آر-۳
سسنا سی‌آر-۳ (به انگلیسی: Cessna CR-3) یک هواگرد ساختِ کارخانهٔ سسنا در کشور ایالات متحده آمریکا است . این هواگرد برای نخستین بار در ۱۱ ژوئن ۱۹۳۳ میلادی مورد استفاده قرار گرفت.